# Вили Нелсон
Вили Хју Нелсон (енгл. Willie Hugh Nelson; Абот, Тексас, 29. април 1933), амерички је композитор и певач кантри музике, филмски и ТВ глумац. Добитник 12 Греми награда, укључујући за Музичку легенду (1990) и Животно дело (2000). Уврштен у Кућу славних кантри музике (1993).
Поред музичке каријере, глумио је у бројним филмовима и серијама, а најпознатији је по филму Барбароса (1982) и филму Лопов (1981). Појавио се у филмовима Остин Пауерс: Шпијун који ме је креснуо (1999), Ратом против истине (1997), Дјукови од Хазарда (2005) и многим другим.